# Abrostolini
Abrostolini es una  tribu de polillas perteneciente a la familia Noctuidae.

## Géneros de Abrostolini
- Abrostola Ochsenheimer, 1816
- Mouralia Walker, 1858